# Eidsvatnet (Luster)
Der Eidsvatnet ist ein See in der norwegischen Kommune Luster in der Provinz Vestland.
Der See liegt von Bergen umgeben östlich von Skjolden. Er erstreckt sich von Nordwesten nach Südosten über etwa 1,5 Kilometer bei einer Breite von bis zu 600 Metern. Die Seeoberfläche liegt bei zwei Metern über dem Meeresspiegel.
In den Eidsvatnet mündet von Osten der Fluss Fortunselvi. Die Entwässerung erfolgt nach Westen über den Eidselvi, der nach kurzer Strecke dann westlich, noch in der Ortslage von Skjolden in den Lustrafjord mündet. Zum Teil wird der Eidselvi auch als Fortunselvi bezeichnet, so dass dieser dann den See durchfließen würde. Nördlich des Sees erhebt sich bis auf eine Höhe von 1080 Metern der Berg Hjerseggnosi. Am südlichen Ufer verläuft die Reichsstraße 55, der Sognefjellsveien, von Skjolden zum östlich gelegenen Fortun. Am Westufer liegt ein kleiner Campingplatz.
Hoch oberhalb des nordöstlichen Seeufers befindet sich das im Auftrag des Philosophen Ludwig Wittgenstein errichtete Haus Østerrike. Wittgenstein verbrachte hier längere Zeiträume und überquerte dabei per Boot regelmäßig den See zwischen Skjolden und seinem Haus. Seine Bootsanlegestellen am West- und Ostufer sind entsprechend markiert.